# Жуковский, Оскар Соломонович
Оскар Соломонович Жуковский (1 марта 1906, Витебск — 2001, Санкт-Петербург) — советский военно-морской деятель, контр-адмирал (1957).

## Биография
Родился в еврейской семье ремесленника, окончил среднюю школу. С 1926 — на службе в ВМС РККА. В 1931 году окончил Высшее военно-морское училище имени М. В. Фрунзе. В 1931−1932 — начальник боевой части миноносца Краснознамённого Балтийского флота. В 1932−1934 — командир миноносца Краснознамённого Балтийского флота. В 1933 окончил Курсы усовершенствования командного состава 4-го управления (разведка) штаба РККА. В 1938 окончил Военно-морскую академию. С мая 1938 по октябрь 1939 — начальник оперативного отдела штаба Северного флота. В 1939−1943 — начальник оперативного отдела Черноморского флота. Во время Великой Отечественной войны командовал разными кораблями и соединениями на Черноморском флоте, провёл дезинформацию противника при эвакуации Севастополя. Впоследствии маршал Н. И. Крылов в воспоминаниях называл его мастером по дезинформации противника. С августа по октябрь 1943 — старший помощник командира лидера «Харьков». С ноября 1943 по апрель 1944 — старший помощник командира крейсера «Красный Крым». В 1944−1946 — заместитель начальника штаба, начальник оперативного отдела Черноморского флота. В 1948 окончил Высшую военную академию имени К. Е. Ворошилова. В 1948−1957 — заместитель начальника штаба, начальник оперативного отдела Балтийского флота. В 1957−1964 — старший преподаватель Военно-морской академии. В 1964−1968 — заместитель начальника НИИ ВМФ СССР. 27 февраля 1968 ушёл из военно-морского флота и четверть века работал в Ленинградском объединении электронного приборостроения «Светлана», один из создателей БИУС «Узел». Умер в 2001 году в Санкт-Петербурге.

### Звания
- капитан 1-го ранга;
- 11 июля 1957 — контр-адмирал.

### Награды
Награждён орденами Ленина, 3-мя Красного Знамени, Ушакова 2-й степени, Отечественной войны 1-й степени, Красной Звезды, «За службу Родине в Вооружённых силах» 3-й степени, медалями.